# La Vendelée
La Vendelée település Franciaországban, Manche megyében. Lakosainak száma 468 fő (2022. január 1.). La Vendelée Brainville, Gratot, Monthuchon, Saint-Sauveur-Villages és Gouville-sur-Mer községekkel határos.

## Népesség
A település népességének változása:
| Lakosok száma | 242  | 324  | 359  | 403  | 449  | 448  | 464  | 479  | 474  | 468  |
|               | 1968 | 1982 | 1990 | 2006 | 2013 | 2015 | 2017 | 2019 | 2020 | 2022 |